# Mohamed Dewji
Mohammed Gulamabbas Dewji (Singida, 8 de maio de 1975) é um empresário e ex-político da Tanzânia. É proprietário do MeTL Group, um conglomerado da Tanzânia fundado por seu pai na década de 1970. É o bilionário mais jovem do continente Africano. E o segundo dos seis filhos de Gulamabbas Dewji e Zubeda Dewji. foi membro do Parlamento entre 2005 e 2015.
Em 2018, teve um patrimônio estimado em 1,5 bilhão de dólares.
Em 11 de outubro de 2018, foi sequestrado por um grupo armado na capital da Tanzânia, Dar es Salaam.

## Biografia
Nascido em Singida, Dewji estudou na Universidade de Georgetown em Washington, D.C., graduando-se em 1998 com um diploma de bacharel em negócios internacionais e finanças, e teologia.
Em 2013, se tornou o primeiro tanzaniano a aparecer na lista da revista Forbes, e em 2015 foi nomeado Pessoa do Ano da "Forbes" na África.
Em fevereiro de 2018, teve um patrimônio estimado em 1,5 bilhão de dólares.